# Martiniano Moreno
Martiniano Moreno Díaz (General Villegas, 14 de marzo de 2003) es un futbolista argentino. Juega de delantero y actualmente esta Deportes Santa Cruz de la Primera B de Chile.

## Trayectoria

### Estudiantes de La Plata
El nacido en la ciudad de General Villegas, se formó en el Club Atlético Villegas, para pasar en el 2019 a las divisiones inferiores de Estudiantes de La Plata. Mostrando una buena imagen futbolística los primeros años, en junio de 2023, firma su primer contrato profesional.
Debuta en primera división el 16 de julio de 2023 ante River Plate en la derrota del equipo de La Plata por 3 a 1. Ingresa a los 46' del partido por Guido Carrillo con el número 42 en la espalda.
En poco tiempo consigue participar en varios encuentros de primera división en Liga Profesional Argentina, Copa de la Liga Argentina y Copa Sudamericana 2023.
El 13 de diciembre de 2023 integró parte del plantel profesional de Estudiantes de La Plata que fue campeón de la Copa Argentina 2023. 
En enero de 2025, tras su paso por Brown de Madryn y sin lugar en Estudiantes de La Plata, rescinde contrato con el club.

### Guillermo Brown de Puerto Madryn
A mediados de marzo de 2024 se realiza el traspaso del jugador a Guillermo Brown de Puerto Madryn de la Primera B Nacional. Dicha cesión fue sin cargo y con una opción de compra.  El préstamo finalizó en diciembre de 2024.

### Deportes Santa Cruz
Luego de quedar libre de Estudiantes, en febrero de 2025, acuerda su vinculación con el Deportes Santa Cruz de la Primera B de Chile hasta fines de diciembre de ese año.
En su primer partido, el 28 de febrero de 2025 ingresa desde el banco de suplentes en la derrota ante Recoleta por 3 a 2, en la Liga de Ascenso 2025.

## Estadísticas
- Datos actualizados al 28 de febrero de 2025.

| Estudiantes de La Plata Argentina                                                        | 1ª                  | 2023                | 3  | 0 | 6 | 0 | 3 | 0 | 12 | 0 |
| Estudiantes de La Plata Argentina                                                        | Total club          | Total club          | 3  | 0 | 6 | 0 | 3 | 0 | 12 | 0 |
| Guillermo Brown Argentina                                                                | 2ª                  | 2024                | 17 | 0 | 0 | 0 | - | - | 17 | 0 |
| Guillermo Brown Argentina                                                                | Total club          | Total club          | 17 | 0 | 0 | 0 | - | - | 17 | 0 |
| Deportes Santa Cruz · Chile                                                              | 2ª                  | 2025                | 1  | 0 | 0 | 0 | - | - | 1  | 0 |
| Deportes Santa Cruz · Chile                                                              | Total club          | Total club          | 1  | 0 | 0 | 0 | - | - | 1  | 0 |
| Total en su carrera                                                                      | Total en su carrera | Total en su carrera | 21 | 0 | 6 | 0 | 3 | 0 | 30 | 0 |
| (1) Incluye Copa Argentina y Copa de la Liga Profesional. (2) Incluye Copa Sudamericana. |                     |                     |    |   |   |   |   |   |    |   |

## Palmarés

### Campeonatos nacionales
| Título         | Club                    | Sede  | Año  |
| -------------- | ----------------------- | ----- | ---- |
| Copa Argentina | Estudiantes de La Plata | Lanús | 2023 |

## Redes sociales
- Instagram

- Datos: Q122444354